# Liga Tadjikă
Liga Tadjikă este primul eșalon din sistemul competițional fotbalistic din Tadjikistan.

## Echipele sezonului 2010
- CSKA Pomir Dushanbe
- Energetik Dushanbe
- FK Khujand
- Istiqlol Dushanbe
- Parvoz Bobojon Ghafurov
- Ravshan Kulob
- Regar-TadAZ Tursunzoda
- Vakhsh Qurghonteppa
- Xayr Vahdat

## Foste campioane

### Campioane sovietice
| - 1937 : Dinamo Stalinabad - 1938-47 : nu s-a disputat - 1948 : Sbornaya Gissara - 1949 : Dinamo Stalinabad - 1950 : Dinamo Stalinabad - 1951 : Dinamo Stalinabad - 1952 : Profsoyuz Leninabad - 1953 : Dinamo Stalinabad - 1954 : Profsoyuz Leninabad - 1955 : Dinamo Stalinabad - 1956 : Metallurg Leninabad - 1957 : Taksobaza Stalinabad | - 1958 : Dinamo Stalinabad - 1959 : Kuroma Taboshary - 1960 : Pogranichnik Dushanbe - 1961 : Vakhsh Kurgan-Tyube - 1962 : Pogranichnik Dushanbe - 1963 : DSA Dushanbe - 1964 : Zvezda Dushanbe - 1965 : Zvezda Dushanbe - 1966 : Volga Dushanbe - 1967 : Irrigator Dushanbe - 1968 : Irrigator Dushanbe - 1969 : Irrigator Dushanbe | - 1970 : Pedagogichesky Institut Dushanbe - 1971 : TIFK Dushanbe - 1972 : Neftyanik Leninsky Rayon - 1973 : Politekhnichesky Institut Dushanbe - 1974 : SKIF Dushanbe - 1975 : SKIF Dushanbe - 1976 : SKIF Dushanbe - 1977 : Metallurg Regar - 1978 : Pakhtakor Kurgan-Tyube - 1979 : Trudovye Rezervy Dushanbe - 1980 : Chashma Shaartuz - 1981 : Trikotazhnik Ura-Tyube | - 1982 : Trikotazhnik Ura-Tyube - 1983 : Trikotazhnik Ura-Tyube - 1984 : Trikotazhnik Ura-Tyube - 1985 : Vakhsh Kurgan-Tyube - 1986 : SKIF Dushanbe - 1987 : SKIF Dushanbe - 1988 : SKIF Dushanbe - 1989 : Metallurg Tursun-Zade - 1990 : Avtomobilist Kurgan-Tyube - 1991 : Sokhibkor Dushanbe |

### De la independență
- 1992 : CSKA Pomir Dushanbe
- 1993 : Sitora Dushanbe
- 1994 : Sitora Dushanbe
- 1995 : CSKA Pomir Dushanbe
- 1996 : Dynamo Dushanbe
- 1997 : Vakhsh Qughonteppa
- 1998 : Varzob Dushanbe
- 1999 : Varzob Dushanbe
- 2000 : Varzob Dushanbe
- 2001 : Regar-TadAZ Tursunzoda
- 2002 : Regar-TadAZ Tursunzoda
- 2003 : Regar-TadAZ Tursunzoda
- 2004 : Regar-TadAZ Tursunzoda
- 2005 : Vakhsh Qughonteppa
- 2006 : Regar-TadAZ Tursunzoda
- 2007 : Regar-TadAZ Tursunzoda
- 2008 : Regar-TadAZ Tursunzoda
- 2009 : Vakhsh Qughonteppa
- 2010 : Istiqlol Dushanbe

## Golgeteri
| An   | Golgeter                       | Echipă                     | Goluri |
| 1992 | Umed Alidodov                  | CSKA Pomir Dushanbe        | 11     |
| 1993 | Holmorod Zardov                | CSKA Pomir Dushanbe        | 30     |
| 1994 | Davlat Sodikov                 | Hulbuk Vose                | 26     |
| 1995 | Zokir Berdikulov               | Istaravshan Uroteppa       | 42     |
| 1996 | Muhitdin Izzatulloyev          | Ravshan Kulob              | 35     |
| 1997 | Rustam Usmanov                 | Vakhsh Qughonteppa         | 20     |
| 1998 | Nazir Rizomov                  | Saddam Sarband             | 23     |
| 1999 | Oraz Nazarov                   | Varzob Dushanbe            | 27     |
| 2000 | Mansurjon Khakimov             | FK Khujand                 | 28     |
| 2001 | Pirmurod Burkhonov             | Regar-TadAZ Tursunzoda     | 19     |
| 2002 | Jomikhon Muhiddinov            | FK Khujand                 | 29     |
| 2003 | Osimjon Boboyev                | Regar-TadAZ Tursunzoda     | 38     |
| 2004 | Suhrob Hamidov                 | Regar-TadAZ Tursunzoda     | 33     |
| 2005 | Ahtam Hamrokulov Nazir Rizomov | Vakhsh Qughonteppa         | 12     |
| 2006 | Fozil Sattorov                 | Tajik Telecom Qurghonteppa | 20     |
| 2007 | Suhrob Hamidov                 | Hima Dushanbe              | 21     |
| 2008 | Numon Hakimov                  | Parvoz Bobojon Ghafurov    | 30     |
| 2009 | Numondzhon Khakimov            | Vakhsh Qughonteppa         | 15     |
| 2010 | Yusuf Rabiev                   | Istiqlol Dushanbe          | 17     |